# Barcelonne-du-Gers
Il ne faut pas confondre Barcelonne-du-Gers avec Barcelonne, ville de France ou Barcelone, ville d'Espagne.
Barcelonne-du-Gers (en gascon : Barçalona de Gers) est une commune française située dans l'ouest du département du Gers, en région Occitanie. Sur le plan historique et culturel, la commune est dans le pays de Rivière-Basse, un territoire qui s’allonge dans la moyenne vallée de l’Adour, à l’endroit où le fleuve marque un coude entre Bigorre et Gers.
Exposée à un climat océanique altéré, elle est drainée par l'Adour, le Léez, le ruisseau de Turré, le Lesté, le ruisseau de Lelin, le ruisseau des Arribauts et par divers autres petits cours d'eau. le ruisseau de Vergoignan, La commune possède un patrimoine naturel remarquable : deux sites Natura 2000 (« l'Adour » et la « vallée de l'Adour ») et trois zones naturelles d'intérêt écologique, faunistique et floristique.
Barcelonne-du-Gers est une commune rurale qui compte 1 378 habitants en 2022. Elle est dans l'unité urbaine d'Aire-sur-l'Adour et fait partie de l'aire d'attraction d'Aire-sur-l'Adour. Ses habitants sont appelés les Barcelonnais ou  Barcelonnaises.

## Géographie

### Localisation
Barcelonne-du-Gers est une commune située à 68 km au nord-ouest de Mirande sur la route nationale 124 et la route nationale 135.
Barcelonne-du-Gers est située à la limite des Landes, ne faisant plus pratiquement qu'une agglomération avec sa voisine landaise Aire-sur-l'Adour - d'où la création de l'unité urbaine d'Aire-sur-l'Adour.

### Communes limitrophes
Les communes limitrophes sont Aire-sur-l'Adour, Arblade-le-Bas, Bernède, Gée-Rivière, Lelin-Lapujolle, Saint-Germé et Vergoignan.
|                           | Vergoignan         | Arblade-le-Bas           |
| Aire-sur-l'Adour (Landes) | Barcelonne-du-Gers | Lelin-Lapujolle          |
|                           | Bernède            | Saint-Germé, Gée-Rivière |

### Géologie et relief
Barcelonne-du-Gers se situe en zone de sismicité 2 (sismicité faible).

### Hydrographie

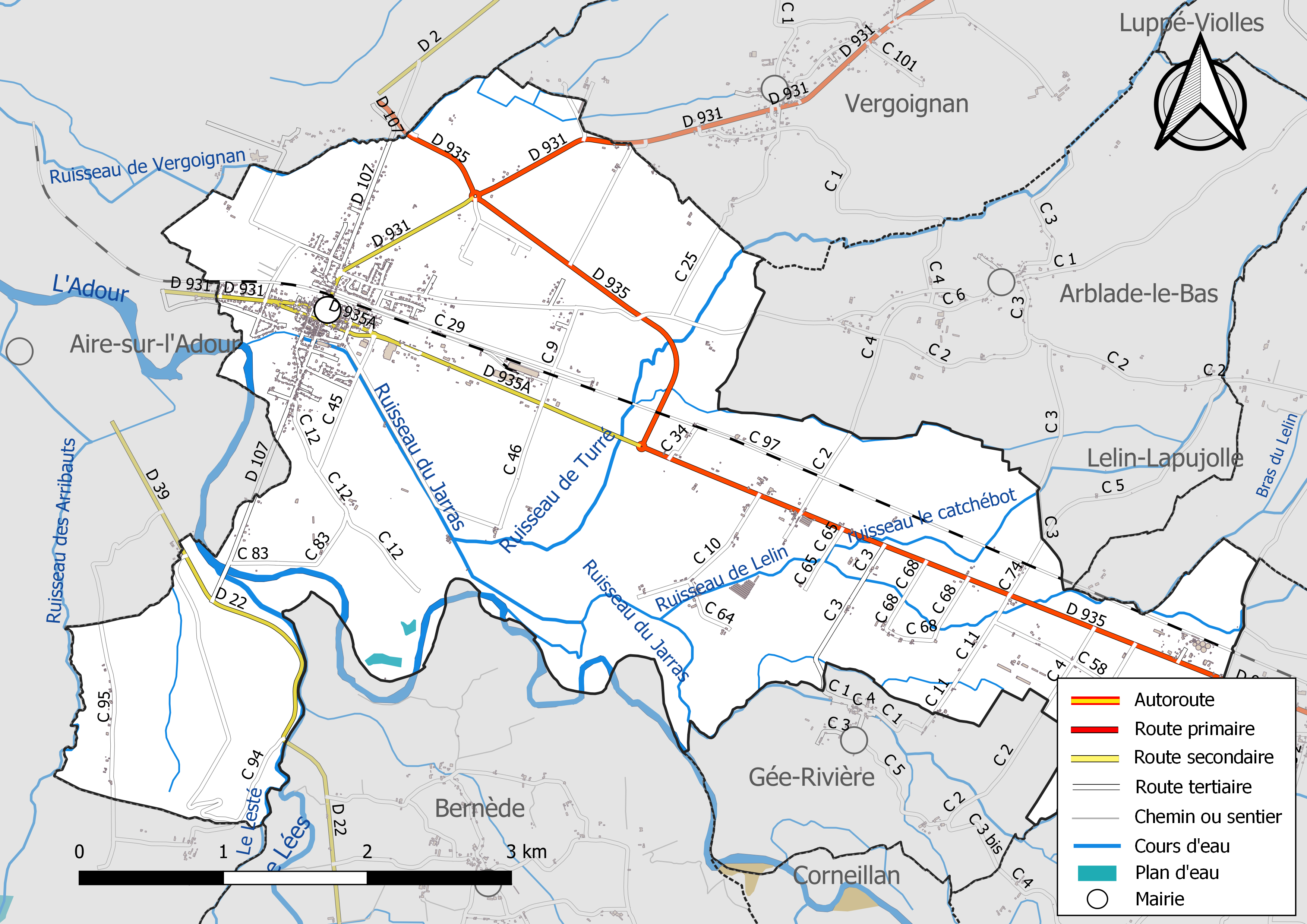
Réseaux hydrographique et routier de Barcelonne-du-Gers.

La commune est dans le bassin de l'Adour, au sein du bassin hydrographique Adour-Garonne. Elle est drainée par l'Adour, le Léès, le ruisseau de Turré, le ruisseau du Jarras, le Lesté, le ruisseau de Lelin, le ruisseau des Arribauts, le ruisseau de Vergoignan, le ruisseau du Jarras, le ruisseau le catchébot, le ruisseau du Jarras et par divers petits cours d'eau, qui constituent un réseau hydrographique de 29 km de longueur totale,.
L'Adour, d'une longueur totale de 308,8 km, prend sa source dans la commune d'Aspin-Aure et s'écoule vers le nord. Il traverse la commune et se jette dans le golfe de Gascogne à Bayonne, après avoir traversé 118 communes.
Le Léès, d'une longueur totale de 39,1 km, prend sa source dans la commune de Sedzère et s'écoule vers le nord. Il traverse la commune et se jette dans le Lées à Lannux, après avoir traversé 21 communes.
Le ruisseau de Turré, d'une longueur totale de 10,3 km, prend sa source dans la commune de Luppé-Violles et s'écoule du nord-est au sud-ouest. Il traverse la commune et se jette dans le ruisseau du Jarras sur le territoire communal, après avoir traversé 4 communes.

### Climat
Pour des articles plus généraux, voir Climat de l'Occitanie et Climat du Gers.
En 2010, le climat de la commune est de type climat du Bassin du Sud-Ouest, selon une étude s'appuyant sur une série de données couvrant la période 1971-2000. En 2020, Météo-France publie une typologie des climats de la France métropolitaine dans laquelle la commune est dans une zone de transition entre le climat océanique et le climat océanique altéré et est dans la région climatique Aquitaine, Gascogne, caractérisée par une pluviométrie abondante au printemps, modérée en automne, un faible ensoleillement au printemps, un été chaud (19,5 °C), des vents faibles, des brouillards fréquents en automne et en hiver et des orages fréquents en été (15 à 20 jours).
Pour la période 1971-2000, la température annuelle moyenne est de 12,9 °C, avec une amplitude thermique annuelle de 14,9 °C. Le cumul annuel moyen de précipitations est de 1 006 mm, avec 11,1 jours de précipitations en janvier et 7,2 jours en juillet. Pour la période 1991-2020, la température moyenne annuelle observée sur la station météorologique la plus proche, située sur la commune du Houga à 9 km à vol d'oiseau, est de 13,8 °C et le cumul annuel moyen de précipitations est de 875,9 mm,. Pour l'avenir, les paramètres climatiques de la commune estimés pour 2050 selon différents scénarios d'émission de gaz à effet de serre sont consultables sur un site dédié publié par Météo-France en novembre 2022.

### Milieux naturels et biodiversité

#### Réseau Natura 2000

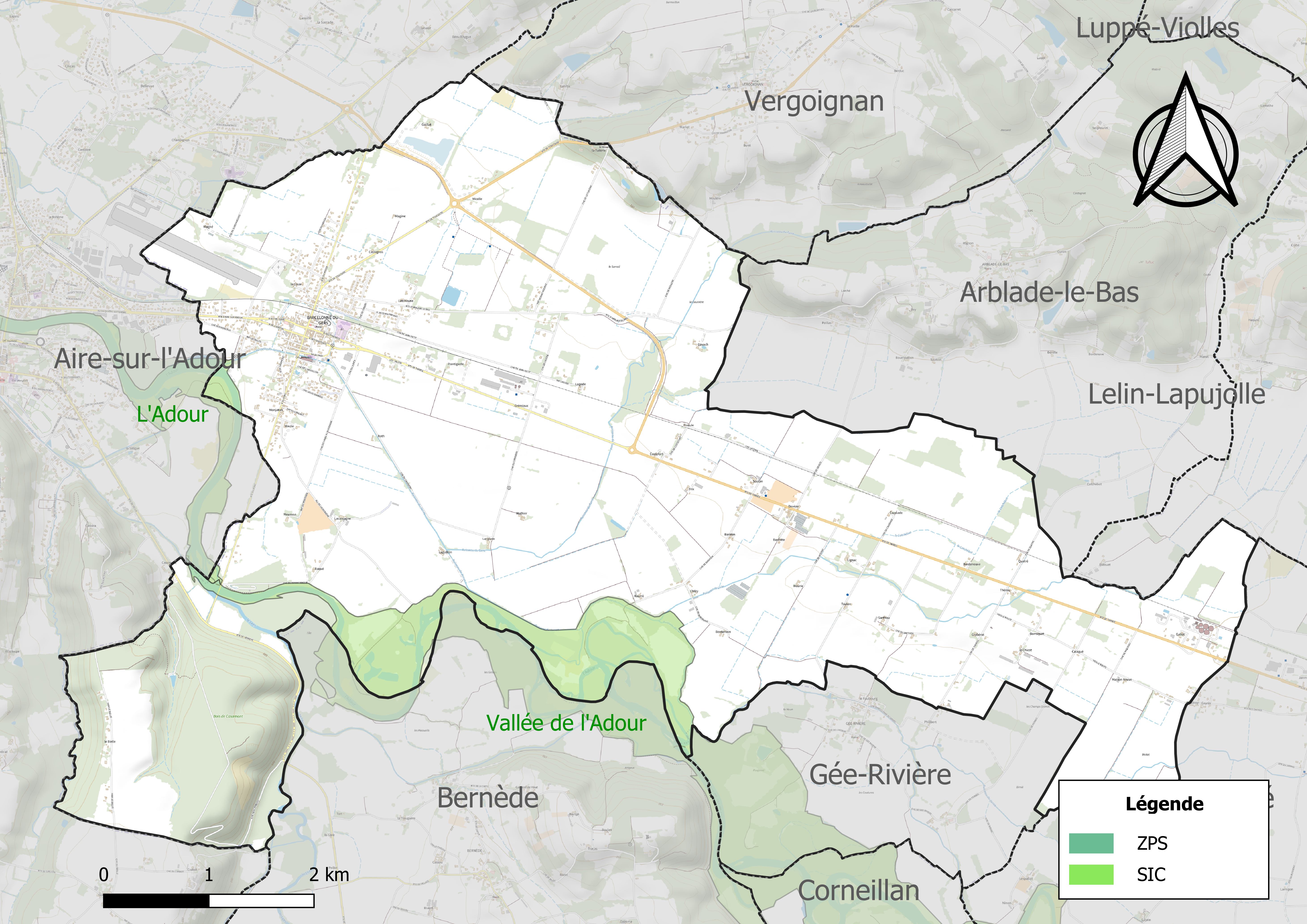
Sites Natura 2000 sur le territoire communal.

Le réseau Natura 2000 est un réseau écologique européen de sites naturels d'intérêt écologique élaboré à partir des directives habitats et oiseaux, constitué de zones spéciales de conservation (ZSC) et de zones de protection spéciale (ZPS).
Deux sites Natura 2000 ont été définis sur la commune au titre de la directive habitats :
- « l'Adour », d'une superficie de 3 565 ha, un site important pour les poissons migrateurs, l'Angélique des estuaires (espèce endémique) et le Vison d'Europe[16] ;
- la « vallée de l'Adour », d'une superficie de 2 694 ha, un espace où les habitats terrestres et aquatiques abritent une flore et une faune remarquable et diversifiée, avec la présence de la Loutre et de la Cistude d'Europe[17].

#### Zones naturelles d'intérêt écologique, faunistique et floristique
L’inventaire des zones naturelles d'intérêt écologique, faunistique et floristique (ZNIEFF) a pour objectif de réaliser une couverture des zones les plus intéressantes sur le plan écologique, essentiellement dans la perspective d’améliorer la connaissance du patrimoine naturel national et de fournir aux différents décideurs un outil d’aide à la prise en compte de l’environnement dans l’aménagement du territoire.
Deux ZNIEFF de type 1 sont recensées sur la commune :
« l'Adour, de Bagnères à Barcelonne-du-Gers » (2 786 ha), couvrant 59 communes dont 18 dans le Gers, une dans les Landes et 40 dans les Hautes-Pyrénées, et 
les « pelouses de l'aérodrome de Barcelonne-du-Gers » (19 ha)
et une ZNIEFF de type 2, : 
l'« Adour et milieux annexes » (3 634 ha), couvrant 60 communes dont 18 dans le Gers, une dans les Landes et 41 dans les Hautes-Pyrénées.

Carte des ZNIEFF de type 1 et 2 à Barcelonne-du-Gers.
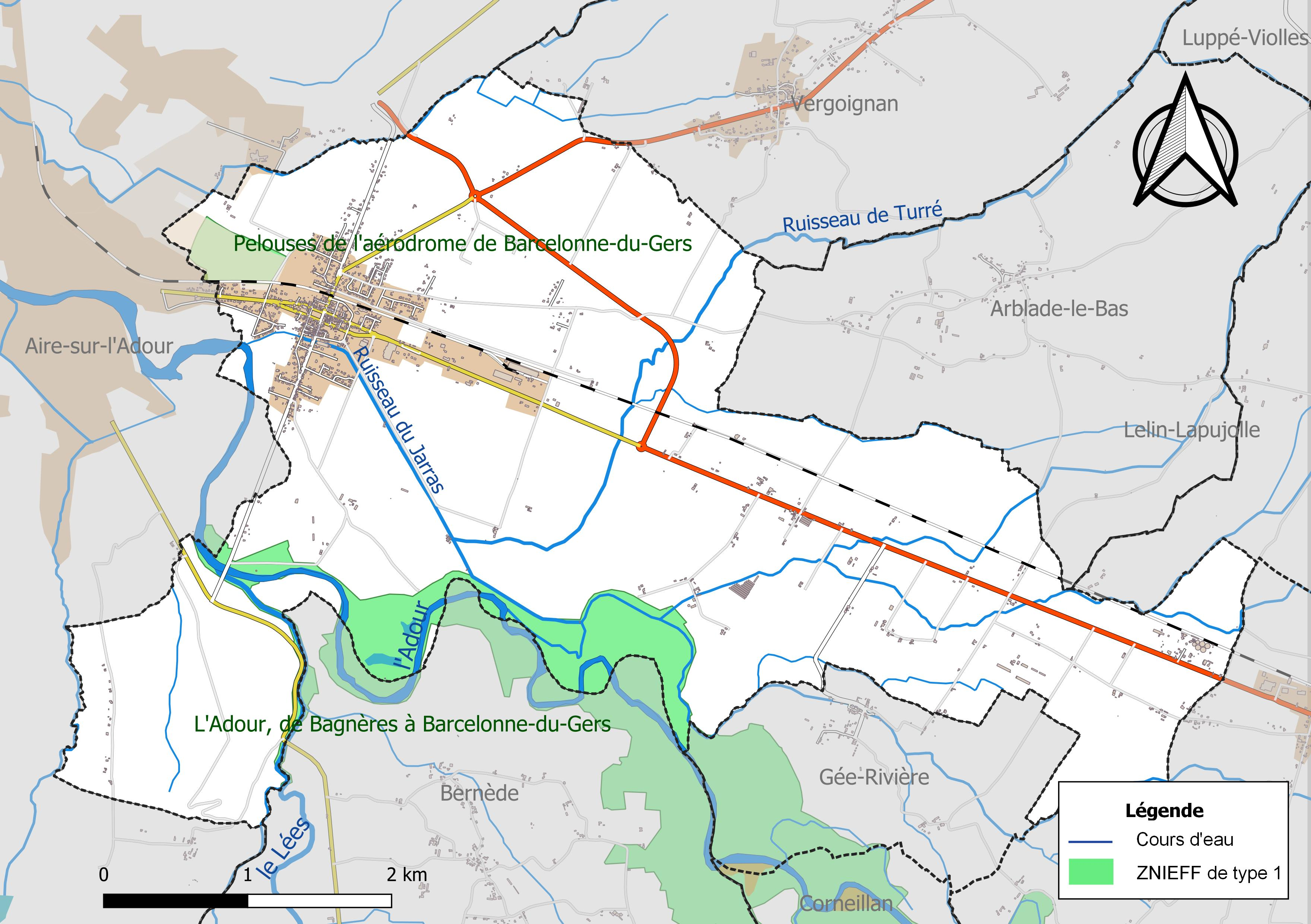
Carte des ZNIEFF de type 1 sur la commune.
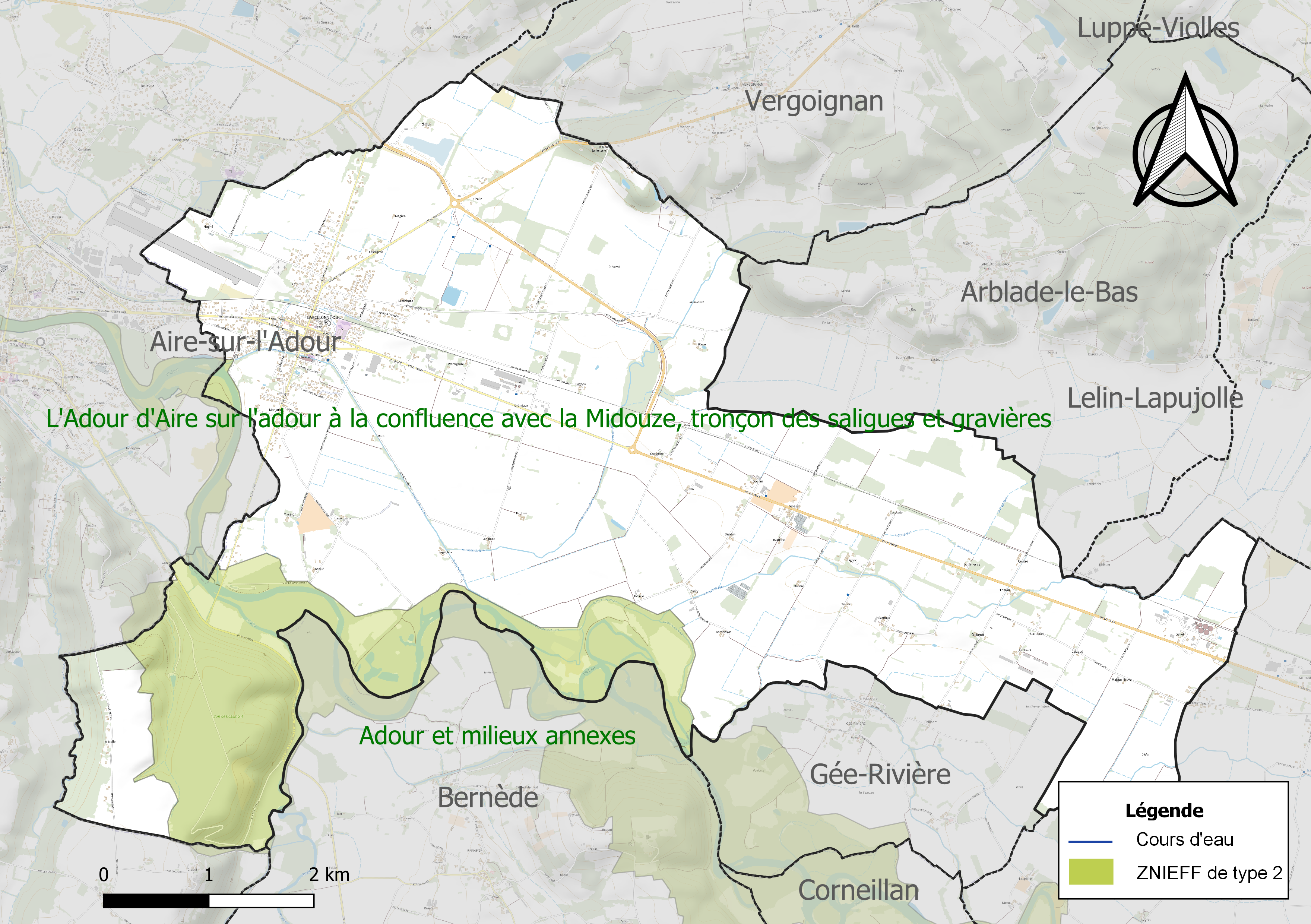
Carte de la ZNIEFF de type 2 sur la commune.

## Urbanisme

### Typologie
Au 1er janvier 2024, Barcelonne-du-Gers est catégorisée bourg rural, selon la nouvelle grille communale de densité à sept niveaux définie par l'Insee en 2022.
Elle appartient à l'unité urbaine d'Aire-sur-l'Adour, une agglomération inter-régionale regroupant deux  communes, dont elle est une commune de la banlieue,,. Par ailleurs la commune fait partie de l'aire d'attraction d'Aire-sur-l'Adour, dont elle est une commune de la couronne,. Cette aire, qui regroupe 23 communes, est catégorisée dans les aires de moins de 50 000 habitants,.

### Occupation des sols

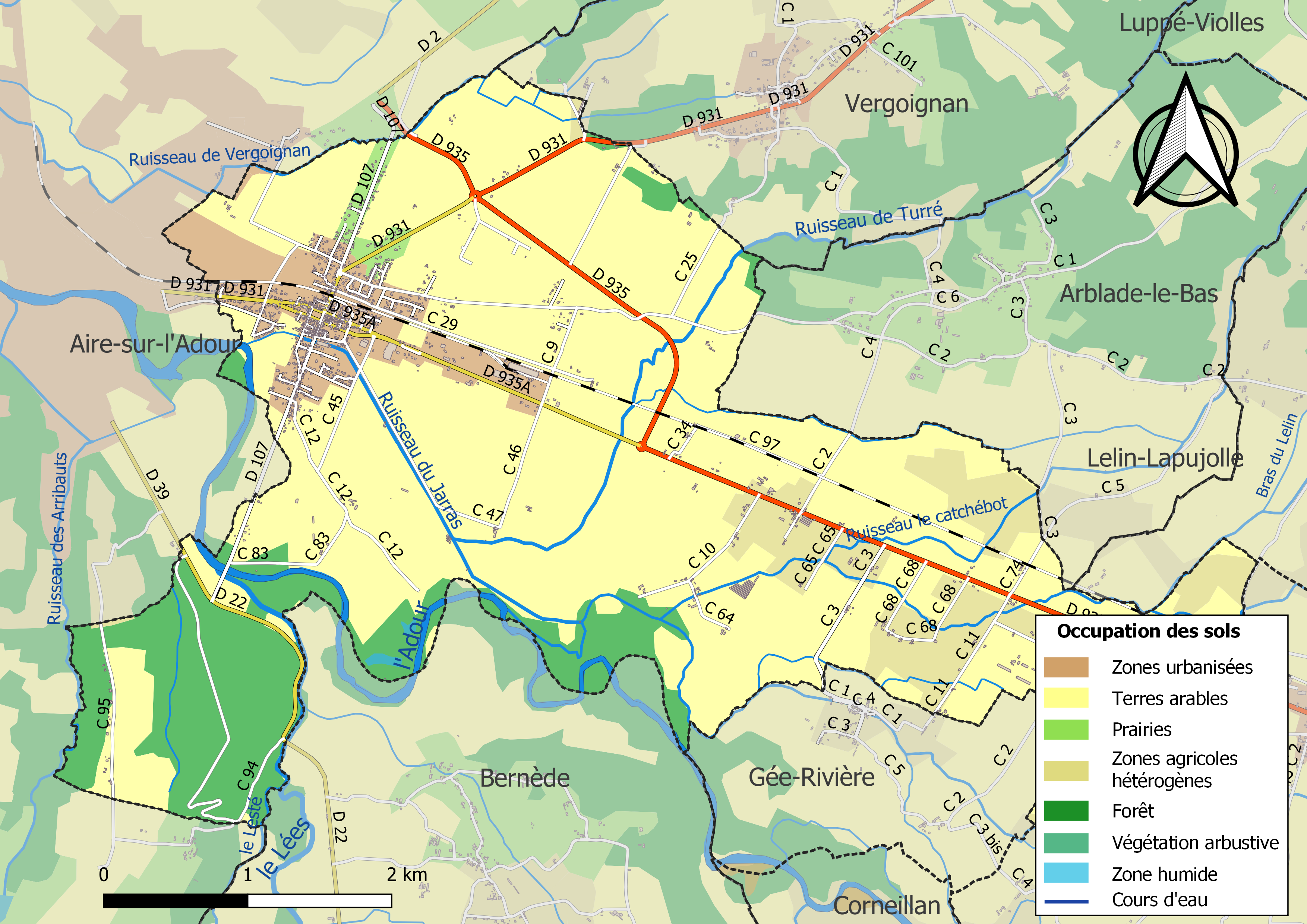
Carte des infrastructures et de l'occupation des sols de la commune en 2018 (CLC).

L'occupation des sols de la commune, telle qu'elle ressort de la base de données européenne d’occupation biophysique des sols Corine Land Cover (CLC), est marquée par l'importance des territoires agricoles (77 % en 2018), en diminution par rapport à 1990 (80,3 %). La répartition détaillée en 2018 est la suivante : 
terres arables (69,5 %), forêts (13,8 %), zones agricoles hétérogènes (7,6 %), zones urbanisées (6,8 %), zones industrielles ou commerciales et réseaux de communication (2,2 %), espaces verts artificialisés, non agricoles (0,1 %). L'évolution de l’occupation des sols de la commune et de ses infrastructures peut être observée sur les différentes représentations cartographiques du territoire : la carte de Cassini (XVIIIe siècle), la carte d'état-major (1820-1866) et les cartes ou photos aériennes de l'IGN pour la période actuelle (1950 à aujourd'hui).

### Voies de communication et transports
La ligne 934 du réseau liO relie la commune à Auch et à Mont-de-Marsan, et la ligne 961 relie la commune à Tarbes et à Mont-de-Marsan.

### Risques majeurs
Le territoire de la commune de Barcelonne-du-Gers est vulnérable à différents aléas naturels : météorologiques (tempête, orage, neige, grand froid, canicule ou sécheresse), inondations et séisme (sismicité faible). Il est également exposé à trois risques technologiques,  le transport de matières dangereuses,  le risque industriel et la rupture d'une digue. Un site publié par le BRGM permet d'évaluer simplement et rapidement les risques d'un bien localisé soit par son adresse soit par le numéro de sa parcelle.

#### Risques naturels
Certaines parties du territoire communal sont susceptibles d’être affectées par le risque d’inondation par débordement de cours d'eau, notamment l'Adour, le Léez, le ruisseau de Turré. La cartographie des zones inondables en ex-Midi-Pyrénées réalisée dans le cadre du XIe Contrat de plan État-région, visant à informer les citoyens et les décideurs sur le risque d’inondation, est accessible sur le site de la DREAL Occitanie. La commune a été reconnue en état de catastrophe naturelle au titre des dommages causés par les inondations et coulées de boue survenues en 1993, 1999, 2009 et 2020,.

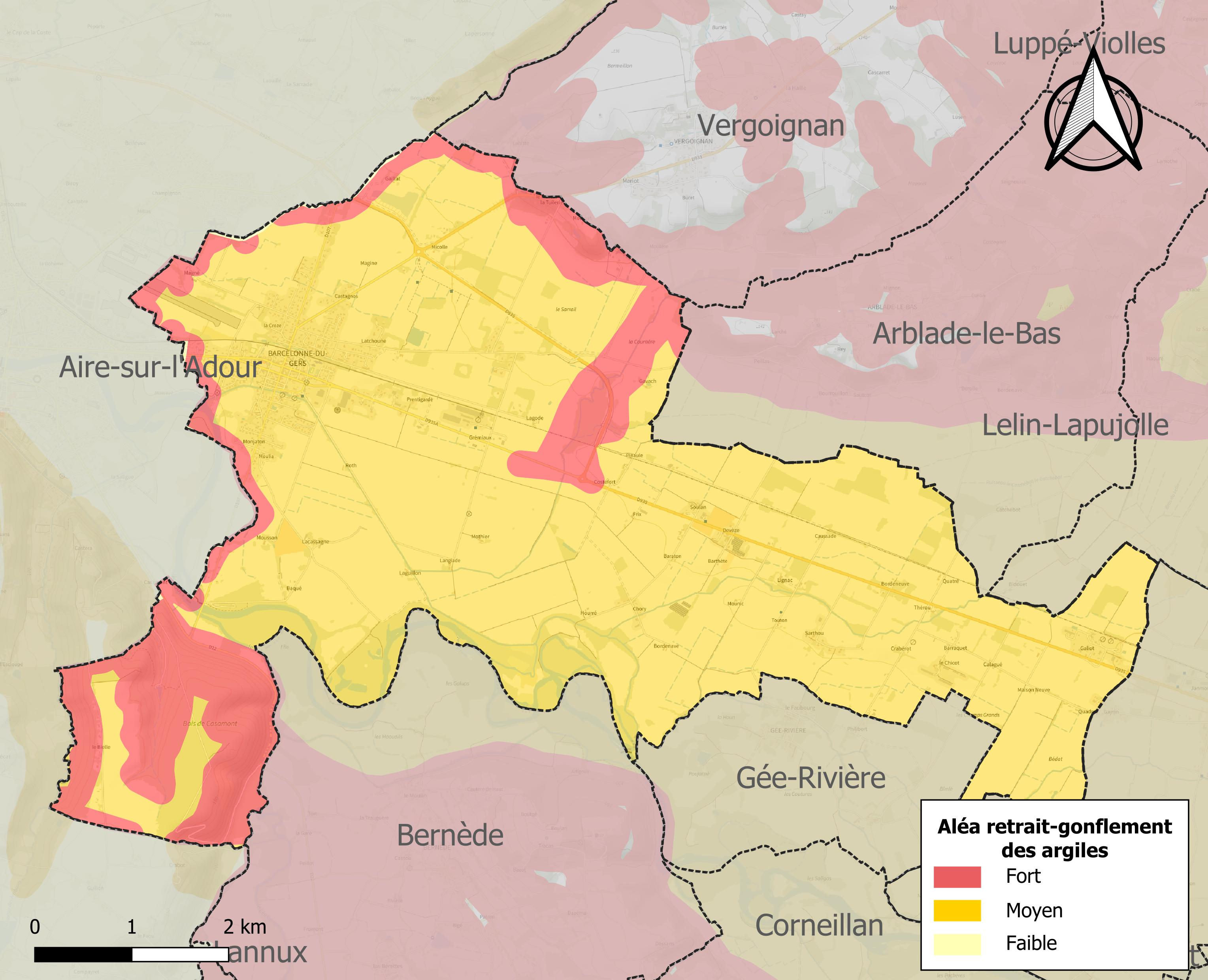
Carte des zones d'aléa retrait-gonflement des sols argileux de Barcelonne-du-Gers.

Le retrait-gonflement des sols argileux est susceptible d'engendrer des dommages importants aux bâtiments en cas d’alternance de périodes de sécheresse et de pluie. 99,8 % de la superficie communale est en aléa moyen ou fort (94,5 % au niveau départemental et 48,5 % au niveau national). Sur les 709 bâtiments dénombrés sur la commune en 2019, 703 sont en aléa moyen ou fort, soit 99 %, à comparer aux 93 % au niveau départemental et 54 % au niveau national. Une cartographie de l'exposition du territoire national au retrait gonflement des sols argileux est disponible sur le site du BRGM,.
Par ailleurs, afin de mieux appréhender le risque d’affaissement de terrain, l'inventaire national des cavités souterraines permet de localiser celles situées sur la commune.
Concernant les mouvements de terrains, la commune a été reconnue en état de catastrophe naturelle au titre des dommages causés par la sécheresse en 1989 et par des mouvements de terrain en 1999.

#### Risques technologiques
La commune est exposée au risque industriel du fait de la présence sur son territoire d'une entreprise soumise à la directive européenne SEVESO.
Le risque de transport de matières dangereuses sur la commune est lié à sa traversée par des infrastructures routières ou ferroviaires importantes ou la présence d'une canalisation de transport d'hydrocarbures. Un accident se produisant sur de telles infrastructures est en effet susceptible d’avoir des effets graves au bâti ou aux personnes jusqu’à 350 m, selon la nature du matériau transporté. Des dispositions d’urbanisme peuvent être préconisées en conséquence.
Des digues sont présentes sur le territoire communal. En cas de destruction partielle ou totale de l'une d'entre elles soit par surverse, soit par effet de renard, soit par affouillement de sa base, soit par rupture d'ensemble progressive ou brutale, des dégâts importants peuvent être occasionnés aux habitations et personnes situées sur le parcours de l'onde de submersion. Le risque est en principe pris en compte dans les documents d'urbanisme. Il n'existe par contre pas de système d'alerte en cas de rupture de digue.

## Toponymie
À l'instar de nombreuses autres villes neuves fondées à la même époque, Barcelonne-du-Gers emprunte son nom à une ville prestigieuse, Barcelone en Espagne, comme gage du succès de son développement. Toutefois, avant de choisir ce nom, la ville s'est appelée Cosset.
Dans le Dictionnaire géographique universel (1701) de Charles Maty et Michel-Antoine Baudrand, le toponyme de Barcelonne-du-Gers est orthographié « Barselone » avec une forme plus ancienne en latin, « Barcino Vasconix »; Barcino étant le nom originel de la Barcelone de Catalogne (Barcino Catalaunix, le nom complet étant « Colonia Julia Augusta Faventia Paterna Barcino »), colonie romaine fondée par l'empereur Auguste en 10 av. J.-C.

## Histoire
C'est une bastide tardive de Gascogne construite en 1316 par paréage de Philippe V le Long et du prieur de Saint-Gilles, représentés par le comte d'Armagnac et les Hospitaliers de Saint Jean qui y possédaient déjà l'hôpital de Causset ou Gosset. La Bastide prit d'abord ce nom et ne s'appela Barcelonne qu'à partir de 1343.
Le Bois de Cazemont au sud, limitrophe du Marsan fut donné à Barcelonne par les Albret.
Barcelonne fut incendiée en 1569 par Montgomery puis détruite à 90% en 1591 par les Ligueurs en représailles. Elle fut à chaque fois reconstruite.
En 1651 Barcelonne fut compris dans les domaines cédés par le roi au duc de Bouillon par échange et les consuls exercent la justice civile et criminelle au nom du duc. La proximité d'Aire sur l'Adour qui relevait du Parlement de Bordeaux alors que Barcelonne ressortait de celui de Toulouse, (et de l'archevêché d'Auch), est source de nombreux conflits de compétence avant la Révolution.
Trois stèles, deux sur la D 22 et une sur la D 107, honorent la mémoire des Résistants qui furent tués le 13 juin 1944 lors des opérations de répressions menées par la Wehrmacht contre les maquisards à la suite des actions de la Résistance de la veille et de l'avant-veille à Aire-sur-l'Adour.

## Population et société

### Démographie
| 1793 | 1800 | 1806 | 1821  | 1831  | 1841  | 1846  | 1851  | 1856  |
| ---- | ---- | ---- | ----- | ----- | ----- | ----- | ----- | ----- |
| 842  | 894  | 978  | 1 094 | 1 190 | 1 186 | 1 163 | 1 192 | 1 220 |

| 1861  | 1866  | 1872  | 1876  | 1881  | 1886  | 1891  | 1896  | 1901  |
| ----- | ----- | ----- | ----- | ----- | ----- | ----- | ----- | ----- |
| 1 286 | 1 226 | 1 258 | 1 150 | 1 180 | 1 164 | 1 110 | 1 134 | 1 103 |

| 1906  | 1911  | 1921 | 1926 | 1931 | 1936 | 1946 | 1954  | 1962  |
| ----- | ----- | ---- | ---- | ---- | ---- | ---- | ----- | ----- |
| 1 081 | 1 013 | 880  | 893  | 883  | 915  | 932  | 1 031 | 1 091 |

| 1968  | 1975  | 1982  | 1990  | 1999  | 2006  | 2008  | 2013  | 2018  |
| ----- | ----- | ----- | ----- | ----- | ----- | ----- | ----- | ----- |
| 1 190 | 1 134 | 1 183 | 1 312 | 1 303 | 1 319 | 1 324 | 1 358 | 1 375 |

| 2022  | - | - | - | - | - | - | - | - |
| ----- | - | - | - | - | - | - | - | - |
| 1 378 | - | - | - | - | - | - | - | - |

### Enseignement
Barcelonne-du-Gers dispose d'une école maternelle publique (61 élèves en 2013) et d'une école élémentaire publique (95 élèves en 2013).

### Manifestations culturelles et festivités
- Fête communale : dimanche des Rameaux[42] ;
- Fête patronale : dimanche avant le 14 juillet[42] ;
- Foires : 7 et 21 janvier, 13 et 27 février, 26 mars, 9 avril, lundi de Pentecôte, 11 et 25 août, 1er et 15 octobre, 25 novembre, 9 décembre[42].

### Sports
- Club de rugby en gestation

Union sportive barcelonne du Gers USBG xv couleurs gris et noir
École de rugby, scolaire et périscolaire rattaché à un club actif actuel
Activités programmées septembre 2023
- Le sentier de l'Adour passe sur la commune.

## Économie

### Revenus
En 2018  (données Insee publiées en septembre 2021), la commune compte 640 ménages fiscaux, regroupant 1 329 personnes. La médiane du revenu disponible par unité de consommation est de 20 610 € (20 820 € dans le département).

### Emploi
|                | 2008  | 2013  | 2018  |
| -------------- | ----- | ----- | ----- |
| Commune        | 4 %   | 8,6 % | 7 %   |
| Département    | 6,1 % | 7,5 % | 8,2 % |
| France entière | 8,3 % | 10 %  | 10 %  |

En 2018, la population âgée de 15 à 64 ans s'élève à 746 personnes, parmi lesquelles on compte 73,2 % d'actifs (66,2 % ayant un emploi et 7 % de chômeurs) et 26,8 % d'inactifs,. Depuis 2008, le taux de chômage communal (au sens du recensement) des 15-64 ans est inférieur à celui de la France et du département.
La commune fait partie de la couronne de l'aire d'attraction d'Aire-sur-l'Adour, du fait qu'au moins 15 % des actifs travaillent dans le pôle,. Elle compte 256 emplois en 2018, contre 374 en 2013 et 430 en 2008. Le nombre d'actifs ayant un emploi résidant dans la commune est de 504, soit un indicateur de concentration d'emploi de 50,8 % et un taux d'activité parmi les 15 ans ou plus de 47,6 %.
Sur ces 504 actifs de 15 ans ou plus ayant un emploi, 111 travaillent dans la commune, soit 22 % des habitants. Pour se rendre au travail, 90,3 % des habitants utilisent un véhicule personnel ou de fonction à quatre roues, 0,4 % les transports en commun, 2,8 % s'y rendent en deux-roues, à vélo ou à pied et 6,5 % n'ont pas besoin de transport (travail au domicile).

### Activités hors agriculture

#### Secteurs d'activités
98 établissements sont implantés  à Barcelonne-du-Gers au 31 décembre 2019. Le tableau ci-dessous en détaille le nombre par secteur d'activité et compare les ratios avec ceux du département,.
| Secteur d'activité                                                                                        | Commune | Commune | Département |
| Secteur d'activité                                                                                        | Nombre  | %       | %           |
| --- | ------- | ------- | ----------- |
| Ensemble                                                                                                  | 98      | 100 %   | (100 %)     |
| Industrie manufacturière, industries extractives et autres                                                | 12      | 12,2 %  | (12,3 %)    |
| Construction                                                                                              | 18      | 18,4 %  | (14,6 %)    |
| Commerce de gros et de détail, transports, hébergement et restauration                                    | 23      | 23,5 %  | (27,7 %)    |
| Information et communication                                                                              | 1       | 1 %     | (1,8 %)     |
| Activités financières et d'assurance                                                                      | 2       | 2 %     | (3,5 %)     |
| Activités immobilières                                                                                    | 3       | 3,1 %   | (5,2 %)     |
| Activités spécialisées, scientifiques et techniques et activités de services administratifs et de soutien | 15      | 15,3 %  | (14,4 %)    |
| Administration publique, enseignement, santé humaine et action sociale                                    | 15      | 15,3 %  | (12,3 %)    |
| Autres activités de services                                                                              | 9       | 9,2 %   | (8,3 %)     |

Le secteur du commerce de gros et de détail, des transports, de l'hébergement et de la restauration est prépondérant sur la commune puisqu'il représente 23,5 % du nombre total d'établissements de la commune (23 sur les 98 entreprises implantées  à Barcelonne-du-Gers), contre 27,7 % au niveau départemental.

#### Entreprises et commerces
Les cinq entreprises ayant leur siège social sur le territoire communal qui génèrent le plus de chiffre d'affaires en 2020 sont : 
- JYL Construction, construction de maisons individuelles (918 k€)
- O 4 Saisons, supérettes (286 k€)
- Charpente De L'adour, travaux de charpente (259 k€)
- Martin Assainissement Travaux Publics - MATP, construction de réseaux pour fluides (216 k€)
- Vente Et Coordination De L'adour - VCA, activité des économistes de la construction (83 k€)

### Agriculture
La commune est dans la Rivière Basse, une petite région agricole occupant une partie ouest du département du Gers. En 2020, l'orientation technico-économique de l'agriculture  sur la commune est la polyculture et/ou le polyélevage.
|               | 1988  | 2000  | 2010  | 2020  |
| ------------- | ----- | ----- | ----- | ----- |
| Exploitations | 41    | 33    | 30    | 24    |
| SAU (ha)      | 1 385 | 1 397 | 1 389 | 1 352 |

Le nombre d'exploitations agricoles en activité et ayant leur siège dans la commune est passé de 41 lors du recensement agricole de 1988  à 33 en 2000 puis à 30 en 2010 et enfin à 24 en 2020, soit une baisse de 41 % en 32 ans. Le même mouvement est observé à l'échelle du département qui a perdu pendant cette période 51 % de ses exploitations,. La surface agricole utilisée sur la commune a également diminué, passant de 1 385 ha en 1988 à 1 352 ha en 2020. Parallèlement la surface agricole utilisée moyenne par exploitation a augmenté, passant de 34 à 56 ha.

### Entreprises et commerces
- Viticulture : Saint-Mont (AOC).
- Agriculture. Barcelonne accueille chaque année le deuxième week-end de février, la plus importante foire au matériel agricole d'occasion de France et même d'Europe. Créée en 1974 par un jeune agriculteur du village voisin de Bernède, Bernard Duviau, elle attire plus de 100 000 visiteurs chaque année.
- Présence d'importants silos à grains (maïs).

## Culture locale et patrimoine

### Lieux et monuments
- Les remparts ont disparu mais la place centrale de la Garlande reçoit toujours les foires aux bestiaux de ce centre agricole actif (silos, coopérative). On peut y assister à des courses de vaches landaises aux Rameaux et en juillet.
- L'église Notre-Dame-du-Mont-Carmel datant du XVIe siècle.
- Le lavoir est un des plus grands du département. En excellent état. Il est utilisé tous les ans pour les fêtes patronales lors du traditionnel concours de pêche à la truite réservé aux enfants du village. Les petits pêcheurs terminent la partie en attrapant à la main les poissons récalcitrants, pour la plus grande joie des petits et de leurs parents.
- La forêt de Casamont est bien aménagée pour la promenade avec des sentiers et un lac.

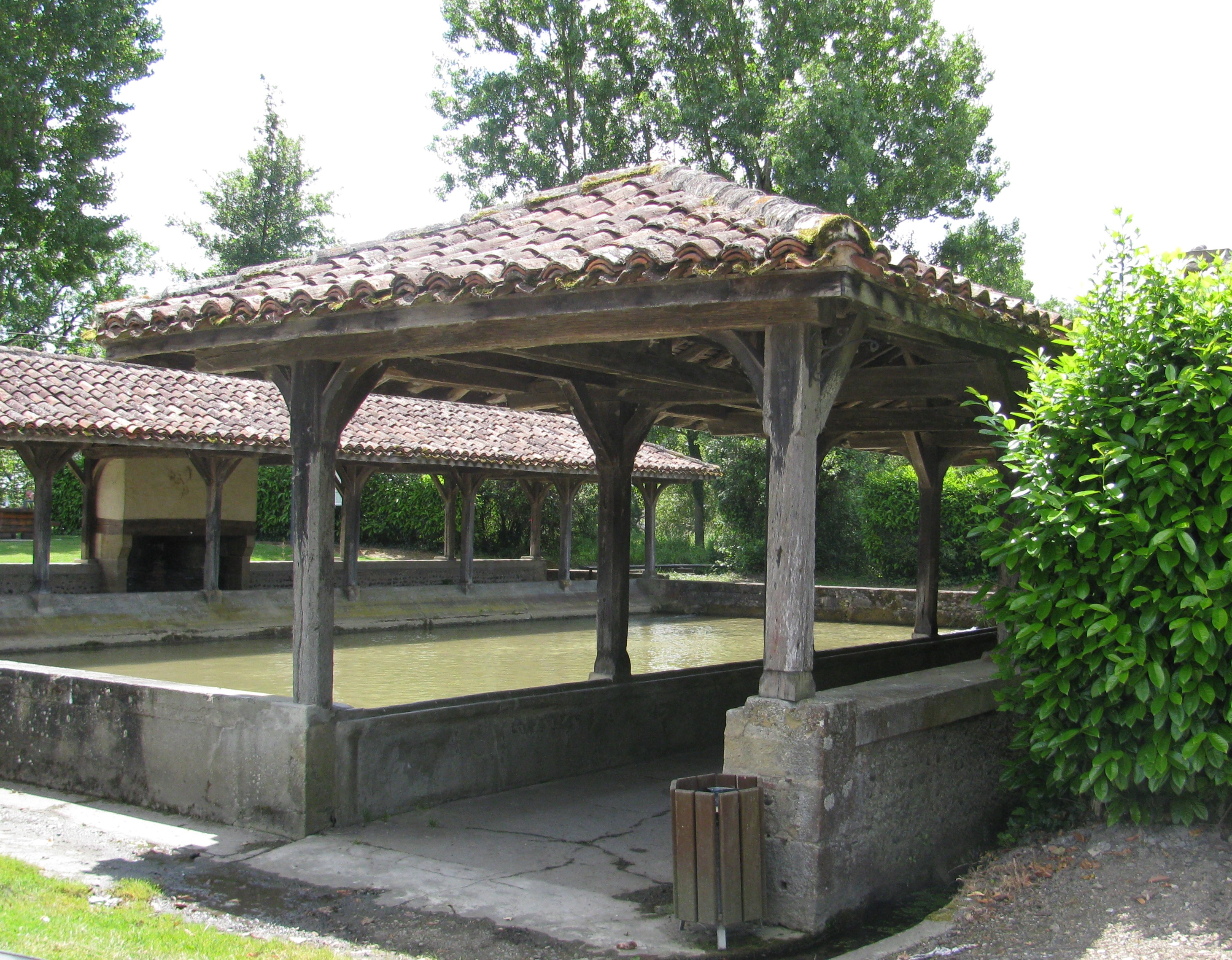
Le lavoir.
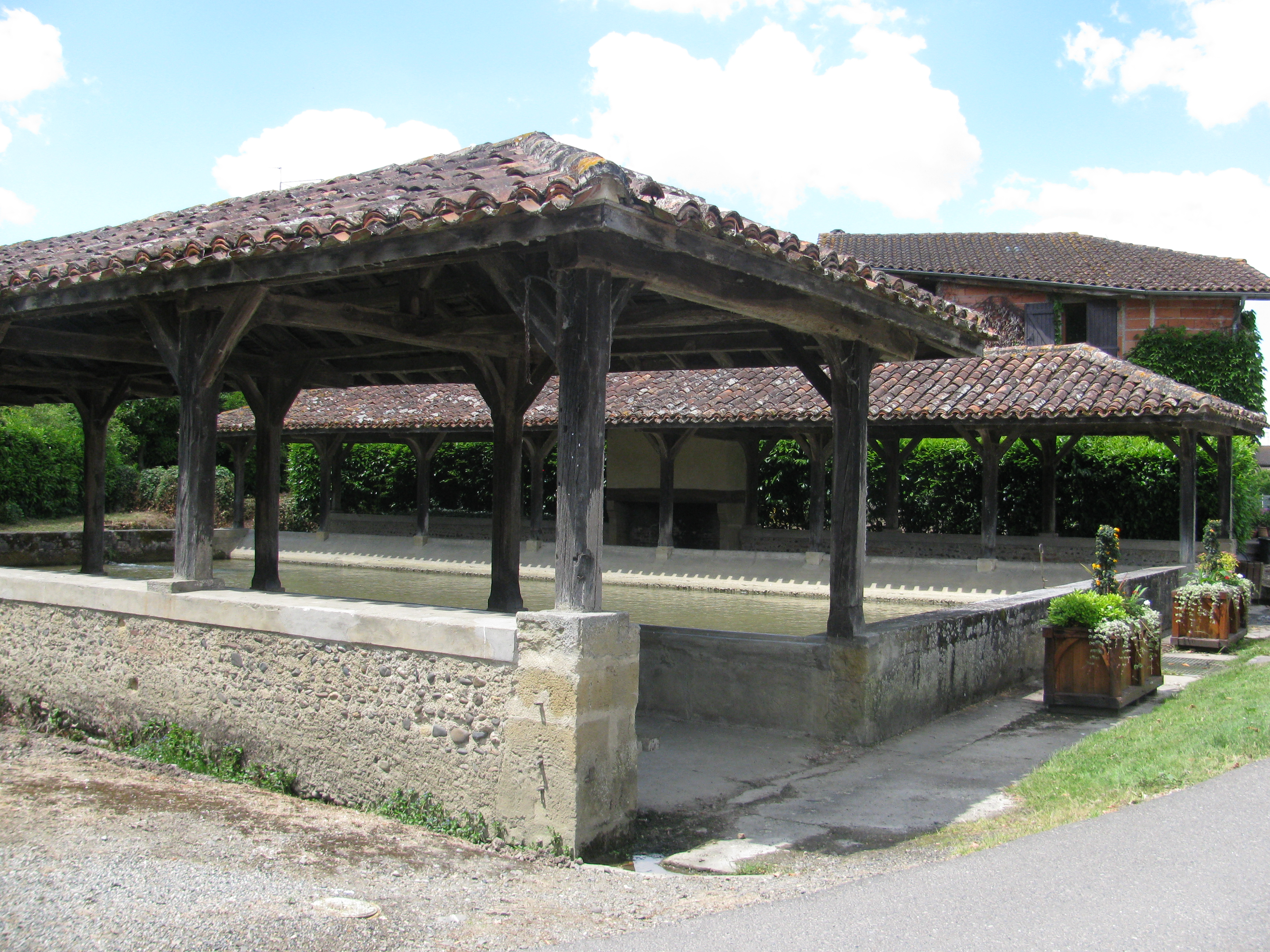
Le lavoir.
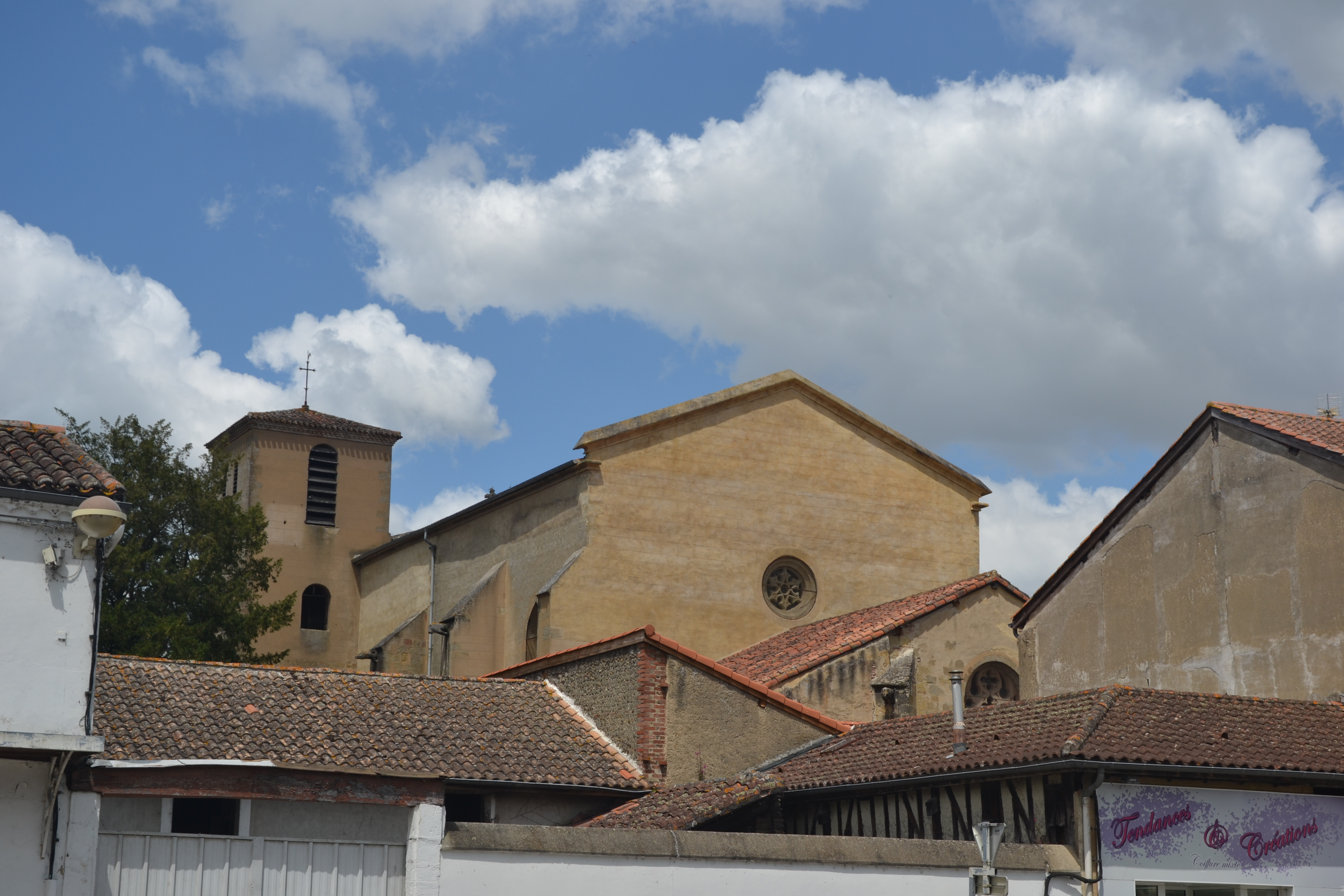
L'église.

### Personnalités liées à la commune
- Abbé Tarcicius Clémentéï, curé de Barcelonne-du-Gers de 1941 à 1998. Ordonné en la Primatiale Sainte-Marie d'Auch le 30 mai 1946, il décède le dimanche 9 novembre 2008. Son Excellence Mgr Maurice Gardes, archevêque d'Auch, préside la célébration solennelle de ses funérailles, entouré d'une quarantaine de prêtres devant près de 600 personnes[48].

### Héraldique
| Blason | Blasonnement : D'or aux deux lions léopardés de gueules en chef à dextre et en pointe à senestre et aux deux vaches clarinées du même en chef à senestre et en pointe à dextre. |